# De Jonge Samoerai: De Weg van de Draak
De Weg van de Draak is het derde boek in de fictiereeks De Jonge Samoerai, geschreven door de Engelse auteur Chris Bradford.
De Weg van de Draak speelt zich af begin zeventiende eeuw in Japan en gaat over Jack Fletcher, de eerste Engelsman in Japan en de eerste die samoerai werd. Nu breekt er een oorlog uit tussen voor- en tegenstanders van buitenlanders in Japan. De voorstanders vechten onder leiding van daimyo Satoshi, de tegenstanders onder leiding van daimyo Kamakura. Dit is Jacks grootste uitdaging tot nu toe.
Het boek verscheen in Engeland in 2010, en in het Nederlands in november 2010, in hardcover.

## Samenvatting
Na de ninja-aanval op daimio Takatomi’s kasteel worden Akiko, Jack en Yamato geschorst. Begeleid door de samoerai Kuma gaan ze naar Toba. Maar Kuma valt van zijn paard en breekt zijn arm, dus ze moeten stoppen.

De kinderen horen over een zekere Orochi, die informatie zou hebben over Dokugan Ryu. Ze gaan naar hem toe, maar het enige wat ze te weten komen is dat de ninja bij het dorpje Shindo zou zijn. Plotseling vlucht Orochi. Jack gaat hem achterna. Orochi wordt vermoord door twee ninja’s. De ninja’s vallen ook Jack aan, maar hij wordt gek genoeg gered door een derde ninja. 

De drie jonge samoerai gaan naar Shindo. Daar krijgen ze van een oud vrouwtje te horen dat Dokugan Ryu ooit de samoerai-heer Hattori Tatsuo was, die dood zou zijn. Ze geloven haar niet. 
Even later is Kuma weer beter, en ze vervolgen hun reis.
In Toba worden ze ondanks hun daden hartelijk ontvangen door Akiko’s moeder, waar ze een paar maanden blijven.

Akiko vist in een baaitje een zwarte parel op en geeft het cadeau aan Jack. Taka komt naar hen toe en vertelt dat Masamoto komt.
Sensei Yamada heeft een goed woordje gedaan voor Jack, Akiko en Yamato. Masamoto is niet meer boos en vraagt ze weer terug te komen naar school.
Terug op school biedt Jack zijn excuses aan daimio Takatomi.

Ze krijgen een nieuwe leraar: Sensei Nakamura, die hen haiku’s leert schrijven. Haar zoon Takuan trekt de aandacht van veel meiden, ook die van Akiko – tot Jacks ergernis.
Jack leert ook de Twee Hemelrijken, de vechttechniek van Masamoto. Daarbij vecht je met twee zwaarden. De training blijkt al gauw niet makkelijk te zijn, maar uiteindelijk krijgt Jack het onder de knie.
Van Sensei Yosa leren ze Yabusame: boogschieten tijdens het paardrijden. Maar Jack kan niet paardrijden, dus leert Takuan het hem. En met Zen leert Sensei Yamada hen Kiaijutsu.
Wanneer Jack en Yori in Kyoto zijn, wordt Jack plotseling ontvoerd door gaijin-haters. Yori haalt hulp en Sensei Kano en Yamato redden Jack.
Er dreigt een oorlog aan te komen tussen voor- en tegenstanders van buitenlanders in Japan.

Maar ondanks dat is er gewoon bijvoorbeeld een haikuwedstrijd, gehouden door de beroemde dichter Saigyo. De wedstrijd wordt gewonnen door Takuan.
Bij een wedstrijd Yabusame tussen 3 scholen moet Jack in plaats van Takuan boogschieten, en op het laatste moment weet hij nog een doel te raken, waardoor de Niten Ichi Ryu wint.
Maar dan start de oorlog: de Yagyu Ryu valt de Niten Ichi Ryu aan. Kazuki’s schorpioenbende vecht samen met de Yagy Ryu. Bij de strijd vallen er veel doden, waaronder Moriko. De Niten Ichi Ryu krijgt hulp van een andere school en ze winnen. Kazuki is spoorloos verdwenen.

Masamoto besluit dat ze naar Osaka moeten, waar alle troepen heen gaan die voor buitenlanders in Japan zijn. Ze staan onder het bevel van de jonge daimio Satoshi.
In het kasteel van Osaka woont ook Vader Bobadillo, die vanwege zijn geloof een hekel heeft aan Jack. Hij is degene die de rutter nu in handen heeft, wat Jack eerst nog niet weet.
Het kasteel van Osaka wordt dagenlang belegerd door de legers van daimio Kamakura, maar het lukt niet om binnen te vallen. Daarom geeft hij zich over en trekt zijn legers terug.
Vervolgens organiseert Satoshi een feest ter bewondering van de maan. Jack raakt geïrriteerd als Takuan besluit dat Akiko zijn inspiratie is voor zijn haiku. Als Yori hem vertelt over het konijn op de maan, valt hij tegen Yori uit, maar hij biedt later zijn excuses aan.

Even later zit Akiko alleen en Jack besluit zijn eigen haiku (geschreven met hulp van Yori) aan haar te geven, maar hij wordt afgeleid door een gesprek van daimio’s die erachter zijn gekomen dat daimio Kamakura misschien terugkeert. Vader Bobadillo betrapt Jack en zegt tegen hem dat op spioneren de doodstraf staat. Takuan weet Jack te redden door tegen Vader Bobadillo te zeggen dat ze slechts verstoppertje spelen. De priester vertrekt geërgerd.
Jack bedankt Takuan, die plotseling een gifpijltje in zijn nek krijgt. Er is een ninja-aanval!
Jack gaat een van de ninja’s achterna, uitgerekend Dokugan Ryu. De ninja vertelt dat hij de rutter voor vader Bobadillo heeft gestolen. Ook is hij onder de indruk van Jacks vechtstijl als Jack met hem vecht. Als de ninja op het punt staat om Jack te vermoorden, wordt hij wederom door een andere ninja gered.
Die ninja blijkt Akiko te zijn. Ze trainde in De Tempel van de Vreedzame Draak zodat ze kon spioneren bij de ninja’s, om erachter te komen waar haar broertje Kiyoshi is. Haar kleine broertje was namelijk gekidnapt door Dokugan Ryu op de avond dat Masamoto’s eerste zoon Tenno werd vermoord. 
Dan komt De Slag van Tenno-ji. De Niten Ichi Ryu en de andere troepen vechten tegen daimyo Kamakura’s legers, die teruggekeerd zijn. Maar de daimyo heeft nu ook Rode Duivels in zijn leger. Rode duivels zijn genadeloze en haast onoverwinnelijke krijgers.

Satoshi’s legers en de Niten Ichi Ryu trekken zich terug, maar de poort sluit voordat Yori en Saburo’s oudere broer Taro binnen zijn. Taro offert zich op voor Yori, maar wat er met Yori gebeurt, kan Jack niet meer zien.
Sensei Nakamura is de enige sensei die de slag niet heeft overleefd, samen met veel studenten.
In het kasteel weet Jack te rutter te bemachtigen, maar Dokugan Ryu wil opnieuw de rutter, ditmaal voor daimyo Kamakura. Hij bevestigt dat hij Hattori Tatsuo is, en dat hij als beloning van daimio Kamakura een eerherstel zal krijgen – als hij de rutter steelt voor hem.
De ninja vermoord Vader Bobadillo en gaat er met de rutter vandoor, met Jack op de hielen.
Jack, Akiko en Yamato vechten tegen de ninja voor de rutter. Yamato offert zich op en hij valt met de ninja uit het kasteel. Jack heeft nu weer de rutter, maar hij is erg verdrietig om het verlies van zijn stiefbroer.

Intussen zijn de Rode Duivels het kasteel binnengedrongen. Satoshi en zijn vazallen hebben seppuku gepleegd. Jack en Akiko weten met behulp van Sensei Kyuzo het kasteel uit te komen. Jack en Akiko gaan verder terwijl de Sensei zes ninja’s te lijf gaat.

De meeste studenten van de Niten Ichi Ryu zijn door een geheime tunnel ontsnapt, maar als Jack en Akiko er zijn gooit een ninja een bom erop. Sensei Kano en Cho weten net nog door de tunnel te ontsnappen.
Jack, Akiko, Masamoto, Sensei Hosokawa en Sensei Yosa staan bij wat ooit een tunnel was. Masamoto vraagt waar Yamato is, en hij is zeer bedroefd wanneer hij het nieuws hoort. Hij vraagt aan Akiko of ze wat van de ninja’s heeft gehoord over een andere ontsnappingsroute. Ze weet er één: een onderwatertunnel onder de stadsmuur. Ze rent er met Jack en Masamoto naartoe. Sensei Hosokawa en Sensei Yosa houden de Rode Duivels op afstand. 
Jack en Akiko ontsnappen via de tunnel, maar Masamoto blijft achter.
Ze vluchten over de vlakte van Tenno-ji naar Toba. Maar ze komen Kazuki tegen, die Akiko verwondt. Hij vecht tegen Jack en Jack verslaat hem. Ze laten Kazuki gewond achter en vervolgen hun reis naar Toba. 
Jack en de gewonde Akiko komen op Tenno-ji ook Sensei Yamada en Yori tegen. Yori had het overleefd door zich te verbergen tussen de lijken. Met z’n vieren komen ze aan in Toba.
 
Later vertelt Sensei Yamada tegen Jack over het lot van anderen. Sensei Hosokawa offerde zich op voor Sensei Yosa, die gespaard werd. Masamoto werd gevangengenomen en verbannen. Hij besloot een boek te schrijven over de Twee Hemelrijkentechniek. Daimio Kamakura riep zichzelf uit tot Shogun, opperheerser van Japan, en daimio Takatomi zit in zijn regering.
Nu daimio Kamakura de Shogun is, kan hij overal doen wat hij wil. Alle buitenlanders in Japan zijn hun eigen leven niet zeker. Iedereen die buitenlanders helpt kan gestraft worden, dus Jack besluit om naar huis te gaan. Met pijn in zijn hart laat hij Akiko achter. Op de ochtend van zijn vertrek geeft hij haar zijn haiku. 
Hij zet zijn eerste stap, alleen, op de Weg van de Krijger… naar huis.

## Personages
- Jack Fletcher, dé hoofdpersoon in De Jonge Samoerai-serie.
- Date Akiko - de dochter van Date Hiroko, nicht van Masamoto, en een goede vriend van Jack.
- Masamoto Takeshi - de oprichter van de Niten Ichi Ryu-school, zijn eerste zoon werd vermoord door Drakenoog. Hij adopteerde Jack.
- Masamoto Yamato - de tweede zoon van Masamoto Takeshi. Hij staat in de schaduw van Tenno en kan Jack vaak moeilijk accepteren als broer.
- Drakenoog - de eenogige ninja en de gezworen vijand van Jack. Nu blijkt dat hij de samoerai-heer Hattori Tatsuo was.
- Sensei Hosokawa – sensei van Kenjutsu (De Weg van het Zwaard).
- Sensei Kyuzo – sensei van Taijutsu. Hij haat Jack om persoonlijke redenen.
- Sensei Yamada – sensei van Zen, vroeger een sohei-monnik. Jack kan het goed met hem vinden.
- Sensei Yosa – vrouwelijke sensei van Kyujutsu (boogschieten).
- Sensei Nakamura - sensei die de leerlingen haiku's leert schrijven.
- Takatomi Hideaki – daimio van Kyoto en hij bestuurt Japan op naam van de Keizer.
- Kamakura Katsuro – daimio van Edo (Tokyo) en oprichter van de Yagyu school. Hij roept zich uit tot Shogun.
- Hasegawa Satorshi - daimio van Osaka. Hij vecht aan de kant die voor buitenlanders in Japan zijn.
- Oda Kazuki – leerling op de Niten Ichi Ryu en een rivaal van Jack.
- Saburo – een spraakzame vriend van Jack, die erg veel van eten houdt.
- Yori – Een stille maar wijze vriend van Jack
- Kiku – leerling op de Niten Ichi Ryu en een vriend van Akiko. Ze is de dochter van een Zen priester.
- Emi – daimio Takatomi's dochter, leerling op de Niten Ichi Ryu.
- Cho - vriendin van Emi.
- Nobu – vriend van Kazuki.
- Hiroto – vriend van Kazuki.
- Goro – vriend van Kazuki.
- Taka – een samoerai-soldaat die in dienst is van Akiko's moeder Hiroko.
- Uekiya – tuinman van de familie van Akiko.
- Dāte Hiroko – Akiko’s moeder en de zus van Masamoto.
- Raiden - Kazuki's neef, zo groot als een reus. Zit op de Yagyu Ryu.
- Toru - Raidens tweelingbroer, zit ook op de Yagyu Ryu.
- Moriko - meisje op de Yagyu Ryu met zwartgelakte tanden.
- Kuma - de samoerai die Yamato, Akiko en Jack begeleid naar Toba.
- Orochi - een zogenaamd kreupele man. Hij zou de ninja Dokugan Ryu kennen. Maar voor Jack iets te weten komt wordt hij vermoord door ninja's.
- Oud vrouwtje in de Drakentempel in Shindo. Geeft Jack, Akiko en Yamato informatie over Dokugan Ryu.
- Takuan - zoon van Sensei Nakamura. Heeft veel bewonderaars (meisjes). Jack mag hem niet helemaal.
- Taro - broer van Saburo. Offert zich op in de Slag op Tenno-ji.
- Saigyo - een beroemde dichter. Hij houdt een wedstrijd op de school.
- vader Bobadillo - hoofd van de missionarissen in Japan en belangrijk adviseur van daimyo Satoshi. Dokugan Ryu stal voor hem de rutter. Uiteindelijk vermoordt de ninja hem.

Opmerking:
In Japan is het gebruikelijk om eerst de achternaam en dan de voornaam te gebruiken. In Nederland zouden wij zeggen Takeshi Masamoto, maar volgens het Japans is het dus Masamoto Takeshi.

Dit geldt ook voor Akiko, Hiroko, Kazuki en de daimio's (hoewel in de boeken de daimyo's bij hun achternaam genoemd worden).

## Bushido
Bushido, letterlijk 'De Weg van de Krijger', was de erecode van de samoerai. De bushido kent zeven deugden:
Gi - RechtschapenheidDoor Gi maakt men juiste beslissingen zonder te discrimineren.
Yu - MoedDoor Yu treedt je elke situatie dapper en met zelfvertrouwen tegemoet.
Jin - Mededogen
Jin ontmoedigt samoerai om misbruik te maken van vaardigheden uit hoogmoed of overheersingsdrang.
Rei - RespectRei is een kwestie van goed gedrag en hoffelijk tegenover iedereen. Het betekent ook: maak een buiging! Door te buigen toon je respect.
Makato - OprechtheidMet Makato gaat het om eerlijkheid tegenover iedereen en jezelf.  Je moet altijd het goede doen en alles zo goed mogelijk uitvoeren.
Meiyo - EerMeiyo is te verkrijgen met een positieve houding met zeer goed gedrag. Het is een eervol doel om te streven naar succes.
Chungi - LoyaliteitChungi vormt de basis voor alle andere deugden. Zonder loyaliteit en toewijding voor elkaar en voor de taak is er niet veel hoop op een goede uitkomst.

## Andere boeken in deze serie in het Nederlands
- De Weg van de Krijger (15 januari 2009)
- De Weg van het Zwaard (27 oktober 2009)
- De Ring van Aarde (26 augustus 2013)
- De Ring van Water (4 september 2014)
- De Ring van Vuur (8 mei 2015)
- De Ring van Wind (15 juli 2015)
- De Ring van de Hemel (20 november 2015)